# 东方求闻口授 ～ Symposium of Post-mysticism.
《东方求闻口授 ～ Symposium of Post-mysticism.》（日语：東方求聞口授 ～ Symposium of Post-mysticism.）是一迅社于2012年4月27日发售的东方Project设定集，由ZUN主编，由日语：、TOKIAME、阿櫻、多位插画师提供插画。台灣版由青文出版社代理。和前一作《东方求闻史纪》相仿，记录从东方风神录至东方神灵庙的人物设定与故事环境，但方式略有改变。

## 概述
和前作一样，以稗田阿求的身份引述了作品内作品《幻想乡缘起》的内容介绍作品设定，但与前作不同的是，是以由雾雨魔理沙做主持，稗田阿求为记录，以三教（神、道、佛教）在幻想乡的势力为主题的座谈会来进行，另附有《文文新闻》（射命丸文的报纸）和《花果子念报》（姫海棠极的报纸）的内容，对故事进一步补充。
座谈会前五部分
座谈会前部部分，以宗教势力为主题，通过座谈会介绍从东方风神录至东方神灵庙的人物设定。
座谈会第六部分
以灵梦对妖怪势力过于强大为理由，列出由《文文新闻》和《花果子念报》组成的内容，说明进行妖怪退治的需要性，同时对前面的人物介绍进一步说明。
稗田阿求的后记
以稗田阿求的身份，对座谈会的总结和宗教势力在幻想乡的影响的看法。
座谈会第六部分以外的文文新闻和花果子念报
列出其他与座谈会没太大关系的《文文新闻》和《花果子念报》内容，进一步说明故事设定和角色的日常事件等。
ZUN后记
对本作所提到的宗教势力的总结，并感谢本作的插画提供者。
ZUN访谈
谈及本书没能包括部分角色的原因。

## 书籍信息
| 國家/地區 | 出版日期      | ISBN               | 出版社     |
| --------- | ------------- | ------------------ | ---------- |
| 日本      | 2012年4月27日 | ISBN 9784758012317 | 一迅社     |
| 臺灣 香港 | 2013年2月14日 | ISBN 9789863105145 | 青文出版社 |